# Andrei Kireyev
Bản mẫu:Eastern Slavic name
Andrei Igorevich Kireyev (tiếng Nga: Андрей Игоревич Киреев; sinh ngày 6 tháng 7 năm 1985) là một cầu thủ bóng đá người Nga. Anh thi đấu cho F.K. Rotor Volgograd.

## Sự nghiệp câu lạc bộ
Anh có màn ra mắt tại Giải bóng đá ngoại hạng Nga năm 2007 cho F.K. Rubin Kazan. Anh thi đấu 2 games tại UEFA Intertoto Cup 2007 cho F.K. Rubin Kazan.